# Svenska Hjulförbundet
Svenska Hjulförbundet var en svensk organisation för cyklister som var verksam 1888–1900.
Svenska Hjulförbundet bildades 1888 på initiativ av Wilhelm Hedemann-Gade (från Lunds Bicykelklubb) i Alnarp av ombud för cykelklubbar från Göteborg och städerna i Skåne, varjämte cykelklubbar i Stockholm skriftligen anslöt sig. Förbundet skulle tillvarata cyklisternas intressen hos myndigheter och cykelfirmor samt "förskaffa cyklisterna rabatt på hotell och gästgivaregårdar". Hjulförbundet, som delvis även övervakade tävlingssporten, uppgick 1900 i Svenska Turistföreningen och efterträddes som tävlingsorganisation samma år av det då bildade Svenska Velocipedförbundet.